# Történelmi ereklyék Keszongban
Keszong (Gaeseong) történelmi ereklyéi (hangul: 개성역사유적지구, Keszong joksza judzsokcsigu, handzsa: 開城歷史遺蹟地區, RR: Gaeseong yeoksa yujeokjigu) egy 12 részből álló UNESCO világörökségi helyszín Észak-Korea Keszong (Gaeseong) városában, mely a Korjo (Goryeo) királyság (918–1392) fővárosa volt.

## Részei
A világörökségi terület részei:
- Keszong (Gaeseong) falmaradványai
- Manvolde (Manwoldae) palota (만월대)
- Cshomszongde (Cheomseongdae) csillagvizsgáló (첨성대)
- Namdemun (Namdaemun) kapu (남대문)
- Szonggjungvan (Seonggyungwan) akadémia (성균관)
- Szungjang szovon (Sungyang sowon) konfuciánus iskola (숭양서원)
- Szondzsuk (Seonjuk) híd (선죽교), ahol Csong Mongdzsu (Jeong Mong-ju)t meggyilkolták
- Phjocshung (Pyochung)-emlékművek (표충비; Csong Mongdzsu (Jeong Mong-ju) emlékére)
- Vang Gon (Wang Geon) király sírja (왕건왕릉)
- Kongmin (Gongmin) király sírja (공민왕릉)
- Mjongnung (Myeongneung) királysírcsoport (명릉)
- Cshillunggun (Chilleunggun) (칠릉군, „Hét királysír”)